# 高浦美佐緒
髙浦 美佐緒（たかうら みさお、1952年7月20日 - ）は、千葉県木更津市出身の元プロ野球選手（捕手）・コーチ。
本名同じ。1984年までの登録名は「高浦 美佐緒」、1985年から1992年の登録名は「高浦 己佐緒」、2010年から2014年の登録名は「髙浦 己佐緒」（いずれも、読みは同じ）。選手時代の愛称は「タカ」。
本名および2010年以降の登録名に使われる「高」の字は、異字体の「髙」（はしごだか）であるが、「高」に差し替えられることもある。

## 経歴

### プロ入り前
千葉商業では3年次の1970年に春の選抜で甲子園初出場を果たし、2年生エースの永島時郎（日本通運）とバッテリーを組んで準々決勝に進出するが、広陵高の佐伯和司に0-1で完封負けを喫した。同年夏の甲子園県予選は準々決勝に進むが、成東高の鵜沢達雄に抑えられ敗退。
高校卒業後の1971年に法政大学へ進学し、東京六大学野球リーグでは、4年次の1974年秋季リーグで江川卓とバッテリーを組み優勝に貢献。同季のベストナインに選出された。明治神宮大会では決勝戦で江川が1失点完投するも、中央大の田村政雄に完封負け。新人当時の江川の教育係を務め、リーグ優勝を経験したことは、プロ入り後も思い出のシーンに挙げている。大学同期に外野手の新井宏昌、内野手の道吉哲夫（三協精機）、1学年下の捕手に中西清治らがいた。
大学卒業後の1975年に社会人野球の三菱自動車川崎へ入社し、都市対抗には日本鋼管（2回）、日本石油、東芝の補強選手として出場。1979年には福家雅明・金沢次男らとバッテリーを組み社会人日本選手権にチーム初出場を果たすが、1回戦で新日本製鐵八幡に敗退。他のチームメイトには垣野多鶴、大学後輩の土屋恵三郎らがいた。

### プロ入り後
1979年オフにドラフト外で横浜大洋ホエールズへ入団。
1980年は9月23日の阪神戦（横浜）で9回表に初出場。
1981年は4月15日の広島戦（横浜）で8回裏に北別府学から初安打を放つと、5月14日の広島戦（広島市民）に8番・捕手として初先発出場。3日後の同17日の中日戦（宮城）で6回裏に堂上照から適時二塁打を放って初打点を記録し、リードでも遠藤一彦の完投勝利をアシスト。
1982年には大学の先輩である関根潤三が監督に就任すると福嶋久晃・辻恭彦・加藤俊夫とレギュラーを争い、64試合に先発マスクを被って自己最多の91試合に出場。
1983年は開幕2戦目・4月10日の巨人戦（後楽園球場）でスタメン出場するが初回・駒田徳広に初打席満塁本塁打を浴びる。5月10日のヤクルト戦（神宮）で7回表に井本隆から先制決勝2ラン本塁打を放ち、これが初本塁打となる。6月に入ると、同21日の阪神戦（甲子園）で2番手の中田良弘から、同28日の広島戦（広島市民）で3番手の山本和男から本塁打を放つ。シーズン途中には若菜嘉晴が入団したこともあり、出場機会が減少。同年オフには南海が藤田学とのトレードを申し込んだが、結局この件はまとまらず、若手投手とのトレード話に移行した。
当時の大洋捕手陣は1970年代後半から強肩で打力もある福嶋久晃が正捕手として君臨してきたが、2番手捕手としてはベテランの辻恭彦がいた。さらに1982年には日本ハムからベテランの加藤俊夫、同年には西武から吉本博が移籍。さらに先述の若菜加入もあったため、福嶋の後の正捕手と見られていた高浦の立場は、急激に苦しいものになっていた。
1984年は前年に鎬を削った6人全員が健在であり、結局は若菜が98試合出場でレギュラーの座を掴んだ。高浦は、僅か8試合出場で14打数、1本塁打、打率.214であった。二軍でもイースタン・リーグ20試合で52打数、0本塁打、打率.231と打てなかった。10月7日のヤクルト戦（神宮）で尾花高夫から最後の本塁打を放ち、同10日の広島戦（広島市民）に関根浩史の代打で起用されたのが最終出場となった。
1985年限りで現役を引退。

### 選手引退後
引退後は大洋で二軍育成コーチ（1986年 - 1987年）・二軍バッテリーコーチ（1988年 - 1989年, 1991年 - 1992年）・一軍バッテリーコーチ（1990年）を務め、1990年には7年ぶりで「横浜大洋ホエールズ」としては最後のAクラス入りに貢献。球団名が「横浜ベイスターズ」となった1993年からスカウトに転身し、北関東・北信越地区担当や東日本地区担当チーフスカウトを務めた。球団職員の肩書でタイ王国代表派遣コーチを務めたこともあったが、2009年退団。
横浜退団後は東北楽天ゴールデンイーグルス二軍バッテリーコーチ（2010年 - 2011年）を務め、2012年からはDeNAになった古巣に二軍バッテリーコーチとして復帰し、2014年退団。
2015年1月30日に日本学生野球協会より学生野球指導資格の回復認定を受け、城西国際大学コーチ を経て、2020年より日本ウェルネススポーツ大学コーチを務める。

## 詳細情報

### 年度別打撃成績
| 年 度     | 球 団     | 試 合 | 打 席 | 打 数 | 得 点 | 安 打 | 二 塁 打 | 三 塁 打 | 本 塁 打 | 塁 打 | 打 点 | 盗 塁 | 盗 塁 死 | 犠 打 | 犠 飛 | 四 球 | 敬 遠 | 死 球 | 三 振 | 併 殺 打 | 打 率 | 出 塁 率 | 長 打 率 | O P S |
| --------- | --------- | ----- | ----- | ----- | ----- | ----- | -------- | -------- | -------- | ----- | ----- | ----- | -------- | ----- | ----- | ----- | ----- | ----- | ----- | -------- | ----- | -------- | -------- | ----- |
| 1980      | 大洋      | 4     | 4     | 3     | 1     | 0     | 0        | 0        | 0        | 0     | 0     | 0     | 0        | 0     | 0     | 1     | 0     | 0     | 1     | 0        | .000  | .000     | .250     | .250  |
| 1981      | 大洋      | 29    | 31    | 28    | 4     | 4     | 1        | 0        | 0        | 5     | 1     | 0     | 0        | 3     | 0     | 0     | 0     | 0     | 8     | 2        | .143  | .143     | .179     | .322  |
| 1982      | 大洋      | 91    | 167   | 151   | 7     | 26    | 6        | 0        | 0        | 32    | 6     | 0     | 0        | 4     | 1     | 9     | 2     | 2     | 35    | 4        | .172  | .227     | .212     | .439  |
| 1983      | 大洋      | 47    | 101   | 85    | 5     | 21    | 0        | 1        | 3        | 32    | 11    | 1     | 0        | 5     | 0     | 10    | 3     | 1     | 23    | 1        | .247  | .333     | .376     | .709  |
| 1984      | 大洋      | 8     | 15    | 14    | 1     | 3     | 0        | 0        | 1        | 6     | 1     | 0     | 0        | 0     | 0     | 1     | 0     | 0     | 3     | 0        | .214  | .267     | .429     | .696  |
| 通算：5年 | 通算：5年 | 179   | 318   | 281   | 18    | 54    | 7        | 1        | 4        | 75    | 19    | 1     | 0        | 12    | 1     | 21    | 5     | 3     | 70    | 7        | .192  | .255     | .267     | .522  |

### 年度別守備成績
| 年度 | 試合 | 企図数 | 許盗塁 | 盗塁刺 | 阻止率 |
| ---- | ---- | ------ | ------ | ------ | ------ |
| 1980 | 4    | 4      | 3      | 1      | .250   |
| 1981 | 22   | 21     | 13     | 8      | .381   |
| 1982 | 88   | 66     | 47     | 19     | .288   |
| 1983 | 47   | 46     | 36     | 10     | .217   |
| 1984 | 7    | 6      | 6      | 0      | .000   |
| 通算 | 168  | 143    | 105    | 38     | .266   |

### 記録
- 初出場：1980年9月23日、対阪神タイガース22回戦（横浜スタジアム）、9回表に捕手として出場[注 11]
- 初安打：1981年4月15日、対広島東洋カープ2回戦（横浜スタジアム）、8回裏に北別府学から単打
- 初先発出場：1981年5月14日、対広島東洋カープ5回戦（広島市民球場）、8番・捕手として先発出場
- 初打点：1981年5月17日、対中日ドラゴンズ7回戦（宮城球場）、6回裏に堂上照から適時二塁打
- 初本塁打：1983年5月10日、対ヤクルトスワローズ2回戦（明治神宮野球場）、7回表に井本隆から先制決勝2ラン

### 背番号
- 43 （1980年 - 1981年）[26]
- 39 （1982年 - 1985年）[26]
- 77 （1986年 - 1992年）[26]
- 73 （2010年 - 2011年）[26]
- 87 （2012年 - 2014年）[注 12]

### 登録名
- 高浦 美佐緒 （たかうら みさお、1980年 - 1984年）[26][27][注 13]
- 高浦 己佐緒 （たかうら みさお、1985年 - 1992年）[26][27][注 14]
- 髙浦 己佐緒 （たかうら みさお、2010年 - 2014年）[注 15]

## 関連情報

### 書籍
- 安倍昌彦著『スカウト プロ野球の輪郭をふちどってきた男たち』（2009年11月発売、日刊スポーツ出版社） ISBN 9784817202734 ※「第7章 高浦己佐緒（横浜ベイスターズ）」より、横浜のチーフスカウトから中国プロ野球の指導者としての活動についてつづられている。